# Al Ma'afer (huyện)
Huyện Al Ma'afer là một huyện thuộc tỉnh Ta`izz, Yemen. Đến thời điểm năm 2003, huyện này có dân số 110924 người